# Gheorghe Váczi
Gheorghe Váczi (Váczi György; * 4. August 1922 in Mediaș, Kreis Târnava-Mare; † 16. Oktober 2006 in Arad) war ein rumänischer Fußballspieler und -trainer ungarischer Abstammung. Er spielte insgesamt 242 Mal in der ungarischen Nemzeti Bajnokság, der österreichischen Fußball-Bundesliga und der rumänischen Divizia A.

## Karriere als Spieler

### Verein
Váczi begann seine Karriere im Jahr 1938 in seiner Heimatstadt Mediaș bei Vitrometan in der dritthöchsten Spielklasse, der Divizia C. Nach einem Jahr bei Mureșul Târgu Mureș wechselte er in die ungarische Nemzeti Bajnokság zu Kolozsvári AC. Dort schaffte er seinen Durchbruch als Torjäger.
Nach dem Ende des Zweiten Weltkrieges wechselte Váczi im Jahr 1945 zunächst nach Österreich zu Wacker Wien, ehe er ein Jahr später nach Rumänien zurückkehrte und für seinen alten Verein Ferar Cluj (früher Kolozsvári AC) auflief. Váczi zählte bereits zu den erfolgreichsten Torschützen der Divizia A und wechselte im Jahr 1947 zu Libertatea Oradea (später Progresul Oradea), einem rumänischen Spitzenklub. Im Jahr 1949 konnte er dort nicht nur die rumänische Meisterschaft, sondern auch die Torjägerkrone gewinnen. Letzteres konnte er in der Saison 1951 wiederholen.
Nach fünf Jahren verließ Váczi Oradea und schloss sich zu Beginn der Saison 1953 dem Ligakonkurrenten Flamura Roșie Arad an. In den zwei Jahren, die er in Arad spielte, gewann er zunächst den rumänischen Pokal und ein Jahr später die Meisterschaft. Anschließend kehrte er zu Progresul Oradea zurück, das gerade in die Divizia B abgestiegen war. Nach dem sofortigen Wiederaufstieg konnte Váczi im Jahr 1956 erneut den rumänischen Pokal gewinnen, wurde im Finale aber nicht eingesetzt.
Im Jahr 1958 verließ Váczi Oradea und wechselte zu Arieșul Turda in die Divizia C, ehe er ein Jahr später mit 37 Jahren in seine Heimatstadt zu Gaz Metan Mediaș zurückkehrte. Nach einer weiteren Saison bei CFR Copșa Mică beendete er im Jahre 1961 seine aktive Laufbahn.

### Nationalmannschaft
Váczi kam elf Mal in der rumänischen Nationalmannschaft zum Einsatz und erzielte dabei acht Tore. Seinen Einstand hatte er am 26. Oktober 1947 gegen Polen.

## Karriere als Trainer
Von 1956 bis 1958 war Váczi neben seiner Aufgabe als Spieler von Progresul Oradea auch als Trainer von Flacăra Mediaș tätig. Später betreute er mehrere Kinder- und Jugendmannschaft bei Arieșul Turda, Gaz Metan Mediaș, Metalul Copșa Mică, Metalul Mediaș und Baia de Arieș. Dabei entdeckte und förderte er unter anderem die späteren Nationalspieler Anton Doboș und Dan Anca.

## Erfolge
- Rumänischer Meister: 1949, 1954
- Rumänischer Pokalsieger: 1953, 1956
- Rumänischer Torschützenkönig: 1949, 1951